# بالالایکا
بالالایکا (به روسی: Балала́йка) گونه‌ای ساز زهی مضرابی و جز ساز سنتی و قدیمی روسی است.

## ساختار
- سازی روسی است که از چوب ساخته می‌شود. بدنه این ساز معمولاً به شکل مثلث است و دسته بلندی دارد.
- سه سیم و گاه شش سیم دارد که در سه جفت مرتب می‌شوند.